# ねぶた温泉
ねぶた温泉は石川県輪島市大野町にある温泉。

## 泉質
- アルカリ性単純温泉[2]
- pH10.5と日本有数の強アルカリ温泉。
- 泉温は30℃[2]。
- 加温濾過循環方式。

つるつるした肌触りの良い湯で、湯冷めしないのが特徴である。外傷や皮膚病、疲労回復に効果がある。

## 温泉地
一軒宿の「ねぶた温泉 海游能登の庄」がある。日帰り入浴可能。内湯及び露天風呂がある。展望風呂からは日本海が望める。

## 歴史
弘法大師が能登巡錫の際、傷ついた猪が湯だまりに寝ころんで傷を癒している姿を見て、温泉を発見したとの伝承がある。「ねぶた」は「寝豚」から。
1997年当時は、温泉で淹れたコーヒーが人気であった。
2024年発生の能登半島地震では、地震発生時に50人近い宿泊客がいたが、けが人はおらず、一時は一軒宿に最大130人が避難していた。同年7月20日に日帰り営業を再開。

## アクセス
車で能登空港、能越自動車道・のと里山空港ICより30分。輪島バスターミナルより7分。